# Juan Ramón Aupart Cisneros
Juan Ramón Aupart Cisneros (24 de noviembre de 1939-20 de febrero de 2015) cineasta y editor de cine mexicano, ganador del Premio Ariel en dos ocasiones por Mejor Edición, en 1976 por Actas de Marusia, y en 1988 por Ulama. De 1971 a 2001 fue profesor del Taller de Edición del Centro Universitario de Estudios Cinematográficos (CUEC) de la Universidad Nacional Autónoma de México (UNAM). Debutó en 1955 como ayudante de edición de Alfredo Rosas Priego y años después participó en el montaje del documental El grito (1969), dirigido por Leobardo López, sobre el movimiento estudiantil de 1968. Su participación como editor incluye más de ochenta películas y fue director de más de una decena. El periodista, escritor y cronista Carlos Monsiváis se expresó de los documentales de Aupart como verdaderas lecciones de historia ilustrada que podrían ser guía estudiantes de todos los niveles de educación básica superior.

## Filmografía
- Ariel Limón (1976), cortometraje con el que inició su carrera
- Héroes anónimos 1 y 2 (1985), compuesta por un conjunto de documentales históricos
- Ulama (1986) es un rescate arqueológico y testimonio etnológico sobre la versión moderna del juego de pelota mesoamericano: Ulama. Se hace énfasis en el significado filosófico y ritual del juego, que en culturas anteriores a la conquista era parte fundamental de la cosmovisión prehispánica. Utilizando muestras seleccionadas de arte y arquitectura, así como una reconstrucción de mitos y leyendas, la película explora el concepto de tiempo y movimiento de las culturas prehispánicas, y la relación entre estas ideas y el juego de pelota. Los conceptos esenciales se muestran a lo largo de las culturas olmeca, maya, zapoteca, totonaca, tolteca y azteca. Se muestran las canchas de pelota más importantes, desde Arizona hasta Centroamérica. El filme cierra con las características y variaciones actuales de Ulama, y su cierta relación con el juego de pelota del México antiguo.
- Los rebeldes del sur (1992),  la película tiene por un lado, un guion histórico y, por otro, el testimonio de seis veteranos correligionarios de Emiliano Zapata, quienes con su memoria reconstruyen algunos cuadros de sus vivencias, recuerdos y creencias de lo que fue esta otra revolución campesina; las entrevistas son realizadas por el mismo Aupart (además de haber sido dirigida, editada y escrita por él).[2]
- Villista de hueso colorado (1999)
- La decena trágica, es una serie que aborda el episodio histórico mexicano ocurrido entre el 9 y el 18 de febrero de 1913. La serie se divide en cuatro entregas desde el cuartelazo de Félix Díaz, hasta el momento en que Victoriano Huerta apresa y manda a matar al vicepresidente, José María Pino Suárez, y al presidente Francisco I. Madero.[6]